# 邢福义
邢福义（1935年5月—2023年2月6日），笔名华萍，男，广东乐东（今属海南）人，中国语言学家，华中师范大学教授，曾任中国语言学会常务理事，第八、九、十届全国政协委员。